# The World Is Stone
Singles de Cyndi Lauper
Unconditional Love
(1991) Who Let In The Rain
(1993)
The World Is Stone est un single musical de Cyndi Lauper, paru en 1992. Le titre est la version anglaise du titre Le monde est stone, issu de la comédie musicale Starmania (1978). The World Is Stone est extrait de l'adaptation anglaise de Starmania, intitulée Tycoon, dont l'album a paru en 1992.
La face B du single, Learn to Live Alone, est une adaptation de la chanson Les uns contre les autres, aussi issue de Starmania. Ce même morceau est intitulé You Have to Learn to Live Alone sur l'album Tycoon.
Bien que le single ne soit jamais paru aux États-Unis, The World Is Stone fut un succès dans les charts, notamment 15e du UK Singles Chart, mais surtout 2e du Top 50 en France, où, classé durant trente-et-une semaines, il est resté durant trois mois consécutifs dans les cinq meilleures ventes de singles.

## Liste des pistes
- CD single

1. The World Is Stone — 4:30
2. Learn to Live Alone — 5:10

- CD maxi single

1. The World Is Stone — 4:30
2. Learn to Live Alone — 5:10
3. Time After Time — 4:01

## Classement hebdomadaire
| Classement (1992)                      | Meilleure position |
| -------------------------------------- | ------------------ |
| Allemagne (Media Control AG)           | 100                |
| Belgique (Flandre Ultratop 50 Singles) | 41                 |
| France (SNEP)                          | 2                  |
| Royaume-Uni (UK Singles Chart)         | 15                 |

## Certification
| Pays   | Certification | Ventes certifiées |
| ------ | ------------- | ----------------- |
| France | Or            | 250 000           |